# Іді Амін
Дада Уме Іді Амін (англ. Idi Amin Dada Oumee, 17 травня 1928, можливо, 1925 або 1930 — 16 серпня 2003) — президент Уганди в 1971–1979 роках, творець одного з найжорстокіших авторитарних режимів в Африці; генерал, а пізніше фельдмаршал угандійської армії. Правління Аміна відзначилося виявами екстремістського націоналізму та трайбалізму. Згідно з підрахунками, які здійснено після скинення Аміна, жертвами його репресій стали 500 000 (з 19 000 000) громадян Уганди, не менше ніж 2000 осіб він убив власноруч.
Повний титул Аміна на посту президента виглядав так: «Його Світлість Довічний Президент, Фельдмаршал Аль-Хаджі Доктор Іді Амін, VC, DSO, MC, Володар усіх звірів на землі та риб у морі, Завойовник Британської Імперії в Африці загалом та в Уганді зокрема» (англ. His Excellency President for Life, Field Marshal Al Hadji Doctor Idi Amin, VC, DSO, MC, Lord of All the Beasts of the Earth and Fishes of the Sea, and Conqueror of the British Empire in Africa in General and Uganda in Particular).

## Ранні роки
Точні дата й місце народження Іді Аміна невідомі. Найчастіше біографічні джерела повідомляють як дату його народження 1 січня 1925 або 17 травня 1928, а місця народження — Кампалу або Кобоко. В принципі, ані сам Амін, ані його сім'я не пам'ятали точних відомостей про обставини його народження. За угандійським дослідником Фредеріком Гуведекко, при народженні Аміну було дано ім'я Іді Аво-Онго Ангу Амін. Уже в перший тиждень життя Іді Амін важив майже п'ять кілограмів, а в зрілому віці досягав ваги 110 кілограмів за зросту 1,92 м.
Батьки Аміна походили з племен каква й лугбара. Мати майбутнього диктатора, Асса Аатте (1904—1970), згідно з офіційними джерелами, була медсестрою, проте самі угандійці стверджують, що вона була однією з найвпливовіших чаклунок країни, що лікувала багатьох представників племінної знаті лугбара. Батько Аміна Андре Ньябіре (1889—1976), спочатку католик, 1910 року перейшов у іслам. Хоча батько розійшовся з матір'ю та дитиною невдовзі після народження Аміна, останній з власної волі прийняв іслам в шістнадцятирічному віці. В 1941 році протягом короткого часу Іді Амін відвідував мусульманську школу в Бомбо, де вивчав Коран. Судячи зі спогадів майбутніх братів по зброї Аміна, ця обставина не завадила йому залишитися неписьменним до кінця 1950-х років.

## Армійська кар'єра
Практично не отримавши початкової освіти та змінивши декілька видів діяльності, 1946 року Іді Амін, що до цього продавав солодощі біля казарм, вирушив служити до британської армії, де спочатку займав посаду помічника кухаря в стрілецькій дивізії. З 1947 як рядовий 21-ї дивізії королівських африканських стрільців відбував службу в Кенії (за офіційними угандійськими відомостями, Амін ще в ході Другої світової війни брав участь у бойових діях на території Бірми, одначе дослідники Амінової біографії вважають цей факт за породження пропаганди). В 1949 Амінову дивізію було переведено в Сомалі для боротьби з повстанцями шіфта. Після початку антиколоніального повстання в Кенії Амін з 1952 року боровся проти лідерів очолюваних Джомо Кеніатою повстанців «Мау-мау».
Саме в армії з'явилося прізвисько Аміна — «дада», тобто «сестра». Хоча Гуведекко вважає, що приросток «Дада» прийняв ще батько Іді Аміна, але частіше походження цього прізвиська пояснюється тим, що в поясненнях офіцерам, які систематично знаходили в наметі рядового Аміна жінок, сам Амін називав їх своїми «сестрами» («дада янгу» мовою суахілі). Невдовзі після цього його товариші по службі стали називати всіх жінок, що проходили повз казарми, "Аміновими сестрами ".
Разом з тим, у боях з повстанцями Амін демонстрував надзвичайну мужність, жорстокість (збереглися численні свідчення, що Амін скоїв жорстокі злодіяння щодо повстанців) та холоднокровність, що забезпечили йому сходження службовими східцями). В 1948 році він стає капралом 4-го батальйону Королівських африканських стрільців, а в 1952 — сержантом. 1953 року після успішної операції з ліквідації генерала кенійських повстанців він отримав чин ефенді — найвищий доступний для чорношкірого службовця британської армії того часу. В 1961, за рік до того, як його країна дістала незалежність, Амін був серед перших двох угандійців, яких підвищили до звання лейтенанта. Першим завданням лейтенанта Аміна було знезброїти кочовиків із танзанійської народності туркана та населення Уганди, котре ворогувало з ними за право володіти худобою. Часто стверджувано, що при цьому він активно вдавався до погроз кастрації чоловічого населення в разі якщо ті відмовляться скласти списи. В цей період Іді Амін приділяв надзвичайно багато часу спортові та підтримці фізичної сили. В 1951–1960 він був чемпіоном серед боксерів-важковаговиків Уганди, а також ставав переможцем змагань із плавання.
Після того, як 1962 року Уганда стала незалежна, Іді Амін зблизився з Мілтоном Оботе, першим прем'єр-міністром країни. Разом вони навіть ходили коло контрабанди золота, слонової кістки та кави з Демократичної Республіки Конго. За свої «заслуги» Аміна було підвищено до звання майора. Президент Уганди (що був одночасно кабакою, тобто королем, племені буганда) Мутеса II розкрив махінації свого очільника уряду. Бугандійці повстали, щоби підтримати президента та усунути з посади корумпованого прем'єра. У відповідь Оботе за повної підтримки Аміна застосував армію проти населення, розпустив уряд, призупинив дію конституції, арештував п'ятьох міністрів та проголосив себе президентом, відіславши Мутесу у вигнання до Лондона.

## Заколот
У результаті державного заколоту, що його здійснив Оботе, Амін 1966 року став генералом і командувачем армії Уганди. Отримавши такі повноваження, він став набирати в армію лояльних до нього мусульман з племен каква, лугбара та інших, що населяли прилеглі до суданського кордону округи на західному березі Нілу, а також нубійців- переселенців із Судану. Знаючи, що Оботе найближчого часу збирається арештувати його за розкрадання скарбниці, Амін розпочав активні дії. В той час, коли Оботе перебував у Сингапурі на саміті Британської Співдружності націй, 25 січня 1971 року Амін захопив усю повноту влади в результаті чергового державного заколоту.
Перші кроки Аміна на посту нового президента були покликані привернути до себе як населення країни, так і чужоземні держави. Амін декретом № 1 від 2 лютого 1971 відновив дію конституції та оголосив себе президентом і найвищим головнокомандувачем Уганди; було розпущено секретну поліцію, з в'язниць було звільнено всіх політв'язнів, а тіло першого президента Уганди Мутеси, якого скинуто за безпосередньої участі Аміна, повернено з Великої Британії й урочисто перепоховано. Навіть британське міністерство закордонних справ не знайшло більш підходящої характеристики для нового одноосібного керівника Уганди, як «…хороший футболіст». Цікавий факт, що всіх членів Амінового уряду було нагороджено військовими званнями та особистими автомобілями «Мерседес». В 1975 році Амін у мирний час сам собі надав звання маршала, а 1976 року проголосив себе довічним президентом Уганди.
Із самого початку Амін сподівався на підтримку з боку Заходу і його було тепло прийнято у Великій Британії. Тому першу його закордонну подорож було здійснено з метою отримати кредити та фінансову допомогу від Ізраїля, одначе місцеве керівництво поставилося до пропозицій президента-мусульманина з підозрою й відмовило в кредитуванні угандійської економіки. В результаті, Амін розірвав дипломатичні стосунки з цією країною й вирушив по допомогу до Лівії. Муаммар Каддафі, що підтримував антиімперіалистичні рухи в усьому світі, дійшов висновку, що Іді Амін також щирий у своєму прагненні визволитися від чужоземної залежності. Уганда стала однією з найближчих союзників Лівії, а відповідно, й отримувачем військової та гуманітарної допомоги з Радянського Союзу. Від СРСР Амін вимагав, передусім, постачання озброєнь. В 1975 р. в кенійському порту Момбаса було арештовано радянський вантаж зброї, що призначався для угандійського режиму. Сполучені Штати Америки закрили своє посольство в країні 1973 року, а Велика Британія — 1976.

## Терор
Попри пропаганду «реформ», насправді Амін готував масовий терор. Потайки він організував ескадрони смерті, першими жертвами котрих стали 70 офіцерів, що виступили проти Аміна під час заколоту. Голову одного з них, керівника штабу Сулеймана Хуссейна, Амін потім зберігав у своєму холодильнику як трофей. До травня 1971 року диктатор за допомогою своїх ескадронів смерті вчинив розправу практично над усім найвищим армійським командним складом, винищивши більш ніж 10 000 людей (серед них виявилися і двоє європейців — журналістка й викладач суспільних наук). З кожним роком страти та вбивства ставалися чимраз частіше й щоразу масовіші. Солдати не встигали копати могили, тому тіла просто скидали в Ніл або згодовували крокодилам. Декілька разів влада змушена була тимчасово зупиняти гідроелектростанцію в Джінджі, бо тіла вбитих застрягали у водовідбірних трубах. Трупи вбитих, котрі дуже нечасто надавалися до розпізнання або які виловлювано біля греблі на водоспаді Оуен, неподалік від Джінджі, мали сліди щонайнеймовірнішого насильства. Опубліковано багато фотографій жертв амінівського режиму.
Найжорстокіші репресивні заходи було спрямовано проти ненависної Амінові інтелігенції та племен, що серед них нараховувано найбільшу кількість прибічників скинутого Оботе, який 1972 року намагався відновити себе як керівника Уганди шляхом наступу з боку танзанійського кордону. Амін відповів бомбардуваннями танзанійських міст і поселень та етнічними чищеннями в армії, що призвели до ліквідації більшої частини кадрового складу з племен аколі та ланго. Незабаром переслідування поширилося й на цивільне населення Уганди. В міру росту атмосфери страху в країні в діях президента проглядалося щоразу більше параноїдальних схильностей, і він став панічно боятися можливого заколоту з боку власних міністрів. Готель «Ніл» дістав сумну славу завдяки гучним політичним убивствам Амінових опонентів, багато з яких чинив особисто диктатор Уганди.
Амін провадив жорстокий терор на основі своїх власних декретів № 5 і 8. Перший із них було видано в березні 1971 року. Він надавав військовикам право затримати будь-яку людину, яку звинуватили в «порушенні порядку». Для боротьби з інакодумством Іді Амін організував власну службу безпеки — Бюро державних розслідувань, що цілком контролював диктатор. Ця організація не тільки миттєво викорінювала будь-яку опозицію, але й вела нагляд за більшістю міського населення. Більше того, для поповнення бюджету БДР Амін винайшов один з найбільш аморальних і нелюдських способів отримання грошей, що відомі в практиці авторитарних режимів, — працівники БДР з особистого заохочення президента мали право арештовувати та вбивати випадкових людей. Сім'я незаконно вбитого повинна була виплатити гроші за повернення тіла небіжчика. Через те, що культ предків поширений у всій Уганді, родичі частіше за все змушені були платити вбивцям померлого за можливість його поховати.
Уже протягом першого року перебування Аміна на посту президента невміле керівництво угандійською економікою призвело до економічного колапсу, що став причиною банкрутства країни. Національний банк Уганди перестав обмежувати кількість друкованої валюти, й вона геть знецінилася. Рівень життя в Уганді, й без того один із найнижчих в Африці, опустився до рекордних позначок. У цей час Амін далі жив у палаці мільйонера, що емігрував, і користувався його багатим автопарком. Диктатору Уганди знадобилися цілі соціальні та етнічні групи, які можна було звинуватити в економічній кризі.
4 серпня 1972 Амін оголосив, що Аллах уві сні закликав його вигнати з країни всіх «дрібнобуржуазних» азіатів (вихідці з Південної Азії, що їх переселено в Уганду ще за часів англійського володарювання, справді були кістяком торгівлі Уганди, одначе значна їхня частина була задіяна в інших сферах діяльності), що їх оголошено винуватцями в нещастях економіки Уганди. Амін надав 50 000 азіатам, що мешкали в Уганді, в основному вихідцям з Індії (головно зі штату Гуджарат) та Пакистану), 90 днів на те, щоб полишити країну. Все майно цієї частини населення було конфісковано та пізніше передано унтер-офіцерам угандійської армії, що підтримували диктаторський режим. Індійців, що залишилися в країні, було депортовано з міст у села. Результати цієї акції були абсолютно протилежні до передбачуваних: виробництво всіх статей вивозу (експорту) Уганди катастрофічно скоротилося. Коли президент сусідньої Танзанії Джуліус Ньєрере висловив свій протест з приводу депортації індійців, Амін відіслав йому телеграму такого змісту: «Я дуже люблю Вас, і якби Ви були жінка, то я б одружився з Вами, хоча Ваша голова вже сива». Керівникам Великої Британії, що вимагали відшкодувати завдані британським підприємствам під час вигнання азіатів збитки розміром 20 мільйонів фунтів стерлінгів, Амін відповів, що обміркує їхні вимоги, коли королева та прем'єр-міністр Едвард Хіт особисто приїдуть до президентського палацу Кампали, а також запропонував королеві Єлизаветі II передати йому повноваження голови Співдружності націй.
Амін, що був мусульманин, почав жорстокий терор і проти християнського населення країни, й це при тому, що чисельність мусульманського населення становила трохи більше як 10 %. Християн слідом за емігрантами з Південної Азії було оголошено винуватцями всіх нещасть у країні. Щоби захистити християнських вірян од гонінь, архієпископ Уганди, Руанди та Бурунді, Янані Лувум та інші церковні сановники підписалися під відісланою диктатору петицією з критикою терористичних методів керівництва країною. У відповідь на архієпископів опір, Іді Амін у середині лютого 1977 року в номері готелю «Ніл» власноруч застрелив архієпископа Янані Лувума, наперед попросивши того помолитися за мирне майбутнє Уганди. Незабаром після цього мізерне офіційне повідомлення від 17 лютого 1977 сповістило, що Лувум і двоє міністрів уряду Уганди загинули в автокатастрофі. Натомість їхні тіла спалили солдати. Коли правду про звірячі вбивства було розголошено широкому загалу людей, увесь християнський світ сколихнувся. А наступного місяця, виступаючи на зустрічі на найвищому рівні афро-арабських країн у Каїрі, Амін заявив: «В Уганді немає в'язниць. Усі ми живемо в мирі та безпеці. Уганда — вільна, й її люди процвітають».
В 1976 р. вибухнув скандал в університеті Макерере. Навесні люди з «суспільної безпеки» вбили одного зі студентів. Потім — головного свідка вбивства — вагітну жінку. Справу про вбивство студента було загальмовано, що збурило університетську молодь. До того ж у Макерере навчався один із Амінових синів. 3 серпня 1976 р. студентська молодь влаштувала демонстрацію під лозунгом «Врятуйте нас від Аміна». Демонстрантів жорстоко побили солдати та поліціянти. Пізніше було проведено розслідування, в результаті якого декілька студентів зникло з університету назавжди. За декілька днів у тому таки університеті на церемонії привітання випускників Амін дістав ступеня почесного доктора права «за відновлення в Уганді законності та порядку» й за те, що «дав угандійцям можливість жити без страху».
Станом на 1977 р., з Уганди вже втекли 15 міністрів, 6 послів і 8 заступників міністрів. Фактично цілком знелюднів університет Макерере. В еміграції опинилися професори, декани факультетів та лектори з основних дисциплін. Залишилися лише конформісти, що переписували історію, географічні карти тощо за вказівкою Аміна. На кінець Амінового керівництва, Уганда була однією з найбідніших країн планети. На армію витрачалося 65 % ВВП. Опір режиму зростав щодня. Сільське господарство та рудники перебували в занепаді, автомагістралі та залізниці стали непридатні до використання. Більшість підприємств, котрими володіли індійці, було роздано армійським офіцерам, і вони їх пограбували.

## Економічна політика Аміна
В ході масового терору Амін намагався впливати на економіку країни. Уряд Іді Аміна почав провадити активну політику «африканізації» економіки, зміцнення державного сектора й одночасно заохочення націоналізації приватного підприємництва в царині внутрішньої торгівлі. Розширювано економічну співпрацю Уганди з арабськими країнами. В 1975 р. між Угандою та Лівією було підписано угоду про те, що Лівія надасть фінансову допомогу Уганді в будівництві низки об'єктів.

## Рейд Ентеббе
Діяльність Аміна не обмежувалася терором проти власного населення. Іді Амін вів досить активну зовнішню політику. Радянський Союз забезпечував його зброєю, Лівія надавала фінансову допомогу, а Організація визволення Палестини присилала радників. Маючи міцні зв'язки з Муамаром Каддафі та Організацією визволення Палестини, котрій навіть було надано колишнє ізраїльське посольство, Амін дозволив терористам з НФВП (Палестина) та РАФ (ФРН), що викрали 27 червня 1976 р. в Афінах літак французької авіакомпанії «Ейр Франс» (рейс 139), посадити його в міжнародному аеропорті Ентеббе, другого за величиною міста країни. Терористи погрожували вбити 256 захоплених заручників, що містилися в пасажирському терміналі в Ентеббе, якщо вони не доб'ються звільнення 53 бійців ОВП з в'язниць декількох країн Європи та Ізраїля. Термін дії ультиматуму спливав 4 червня.
Амін, що повернувся з Маврикія, оголосив себе посередником у перемовинах з Ізраїлем, надав терористам війська оточування для захисту аеропорту й кілька разів навідував заручників, стверджуючи, що він «посланий від Бога, щоби врятувати їх». Утім, однак, він дав дозвіл на звільнення тільки тих бранців, котрі не були ізраїльськими громадянами. Однак 3 червня 1976 р. в результаті блискуче проведеної операції ізраїльських спецслужб заручників було звільнено, 20-х угандійських солдатів і 7-х терористів убито, всі угандійські військові літаки (в тому числі основа ВПС Уганди — одинадцять винищувачів «МіГ») в аеропорті Ентеббе підірвано. Втрати ізраїльських спецслужб під час операції були мінімальні — було вбито двох ізраїльтян (серед них полковник Йонатан Нетаньяху, брат майбутнього прем'єр-міністра Ізраїля Біньяміна Нетаньяху, що керував операцією). Із заручників в Уганді залишилася тільки 73-річна Дора Блох, що була за перекладачку на переговорах; її доставлено через проблеми зі здоров'ям до лікарні. За особистим розпорядженням Аміна її застрелили два офіцери армії Уганди, а її тіло скинули поблизу Кампали. Труп убитої заручниці знайшов та сфотографував фоторепортер угандійського Міністерства інформації Джіммі Парма, якого незабаром також стратили в лісі Наманве.

## Особисте життя
Іді Амін змінив за час свого президентства п'ять дружин і близько тридцяти офіційних коханок. В 1966 р. він одружився з двома своїми дружинами — Малія-му і Кей Адроа. Наступного року Амін одружився з третьою своєю дружиною Норою, а потім в 1972 році з четвертою — Медіною. 26 березня 1974 року Іді Амін оголосив по радіо Уганди про те, що він офіційно розлучився зі своїми першими трьома дружинами, причому деякі з них були по-звірячому вбиті. Тіло однієї з цих дружин — Кей Адроа, — з якою Амін офіційно розлучився чотири місяці пізніше, було знайдено в багажнику автомобіля розчленованим. Офіційно було оголошено, що вона померла від невдалої спроби аборту. Друга, мусульманська дружина Аміна — Малія-му Путесі — була арештована й ув'язнена начебто за незаконну торгівлю тканиною з Кенією. Після арешту та виплати штрафу її відпустили з в'язниці, підлаштувавши потім автомобільну катастрофу. Але вона вижила і зуміла потім втекти з країни. В серпні 1975 року Амін узяв собі п'яту дружину — Сару. Одного разу вона якось попросила охоронця відчинити холодильник в «ботанічному саду» на віллі президента. В холодильнику виявилися відрізані голови двох людей — колишнього коханого самої Сари та однієї з коханок президента. Амін жорстоко побив дружину, а назавтра радіо Уганди повідомило про її терміновий виліт до Лівії на лікування… Згідно з даними журналу «Монітор», за декілька місяців до своєї смерті в 2003 році Іді Амін узяв собі сьому дружину. За особистими підрахунками Аміна, у нього до 1980 року було 36 синів і 14 дочок. Але ця цифра помітно вище, за приблизними даними від 40 до 60 дітей. До 2003 року його старший син Табан очолював групу повстанців, але в 2006 році зайняв примітний пост в службі безпеки Уганди.
На початку 1975 р. сталася низка замахів на життя Аміна, невдалих, але які закінчилися черговими масовими розстрілами. Після одного із замахів дружина Аміна — Медіна — була доставлена до лікарні зі слідами жорстоких побоїв, в тому числі з поламаною щелепою, — говорили, що Амін підозрював її у змові з тими, хто вчинив замах. Відтоді він став здійснювати найнеймовірніші застережні заходи — змінював автомобілі, міняв свої плани в останню хвилину, садив у президентські кортежі підставних осіб з людей, які хоч якось були близькі йому за комплекцією.

## Скинення та вигнання
В жовтні 1978 Іді Амін розв'язав військові дії проти сусідньої Танзанії, яка надала поваленому ним Оботе політичний притулок. Саме це рішення визначило поразку режиму Аміна — напавши на дружню соціалістичному блоку державу, Уганда остаточно позбулася підтримки СРСР, який і до цього не схвалював багато з екстравагантних дій диктатора. Оголошуючи війну, він жартома викликав президента цієї країни Джуліуса Ньєрере, який відрізнявся доволі-таки слабким здоров'ям, на ринг. Цей епізод потім було обіграно американським фантастом Майком Резніком в романі «Мваліму в квадратному колі».
З обмеженою лівійською допомогою угандійські війська почали наступ на північну танзанійську провінцію Кагера. Однак невдовзі армія Танзанії, підсилена емігрантами, вигнаними з Уганди Аміном та невдоволеними диктатурою частинами угандійської армії (вони проголосили себе Національно-визвольною армією Уганди), почала контрнаступ, вибила війська Аміна з Танзанії і вступила на територію Уганди.
11 квітня 1979 р. Іді Амін утік з Кампали. Столиця була захоплена танзанійськими військами за підтримки НВАУ, угандійських та руандійських партизан. Після цього колишній диктатор, якому загрожував воєнний трибунал, деякий час пробув у Лівії, доки в грудні 1979 р. він не переселився до Саудівської Аравії та завів банківський рахунок в Джидді. В 1989 Амін, який дійсно вважав, що народ Уганди потребує його повернення, намагався повернутися в країну, спираючись на збройне угруповання полковника Джуми Оріса. Готуючись до відновлення влади над Угандою, експрезидент прибув до Кіншаси, однак через деякий час заїрський диктатор Мобуту Сесе Секо відправив Аміна назад в Саудівську Аравію.
В останні роки колишній правитель страждав підвищеним кров'яним тиском. 20 липня 2003 року одна з дружин Аміна, Медіна, оголосила, що він впав у кому та перебуває в шпиталі імені короля Фейсала в Джидді. До останніх днів свого життя Амін отримував повідомлення з погрозами на свою адресу. В клініці, де він лежав, за його проханням була виставлена охорона біля дверей реанімаційного відділення, оскільки невідомі змогли додзвонитися навіть у його палату. Президент Уганди Йовері Мусевені, не зважаючи на відповідне прохання сім'ї Аміна, відмовився від надання колишньому диктатору амністії, відповідно, Аміна вже не повертали на батьківщину. Через тиждень він вийшов з тижневої коми, і заговорили про те, що він може видужати, але цього не сталося. Іді Амін помер в Саудівській Аравії 16 серпня 2003 р. у віці 75 років і був похований в Джидді. Наступного дня Девід Оуен, який очолював у 1977—1979 роках британське МЗС, оголосив в інтерв'ю BBC Radio 4, що в останній рік перебування Аміна при владі він пропонував усунути диктатора фізично: «Режим Аміна був найгіршим з усіх. Нам повинно бути соромно, що ми дозволили йому проіснувати так довго».

## Особистість

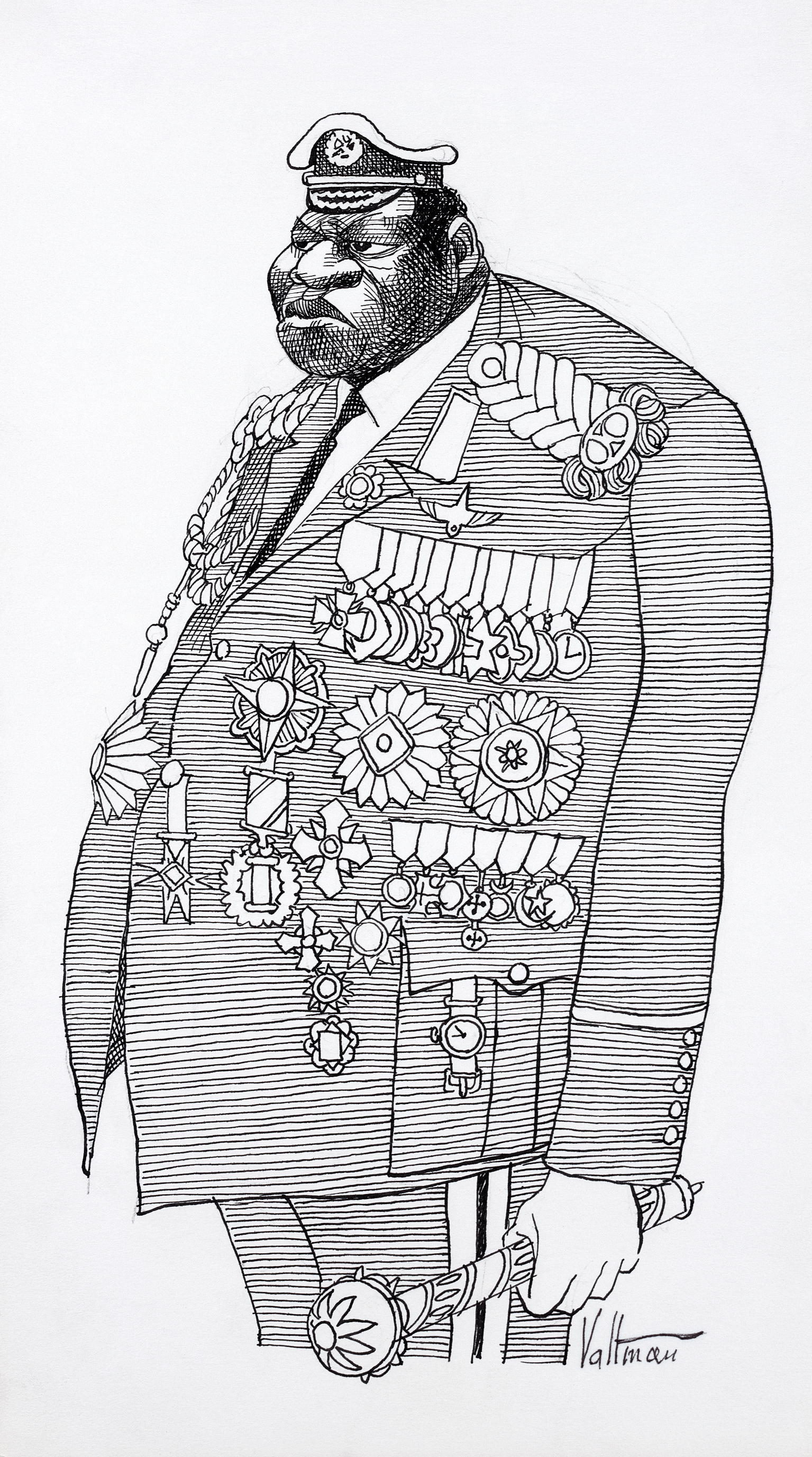
Карикатура на Іді Аміна у військовому та президентському вбранні, створена Едмундом С. Вальтманом.

Іді Амін вважається одним з найкурйозніших, одіозних та епатажних особистостей XX століття. Він був втягнений у безліч безпрецедентних трагікомічних випадків, які потім зробили його героєм численних історій та анекдотів. На Заході та в деяких країнах Східної Європи він вважався ексцентричною та комічною персоною і постійно висміювався в карикатурах. Є свідчення, що Амін був канібалом.
Зокрема, відомо, що диктатор Уганди вважав своїм учителем і кумиром Адольфа Гітлера і навіть збирався поставити пам'ятник фюреру, але був зупинений Радянським Союзом, з яким Амін встановив тісні зв'язки. В 1974 році Амін пропонував перенести штаб-квартиру ООН в Уганду, мотивуючи це рішення тим, що в його країні розташоване «географічне серце планети». Амін був надзвичайно схильний до різноманітних нагород, і тому він подовжив своє вбрання, задля того, аби помістити на ньому більшість британських медалей та інших нагород Другої світової війни, скуплених у колекціонерів. Амін став об'єктом глузувань іноземних журналістів ще й тому, що надав собі багато пишних і абсолютно не відповідних влади Аміна титулів, наприклад, «Підкорювача Британської імперії» і «короля Шотландії». Він продовжував займатися спортом, навіть тоді, коли став повноправним диктатором своєї країни. Амін захоплювався автоспортом (доказом того стало придбання декількох гоночних автомобілів) та мультиплікаційними фільмами Волта Діснея.
Одним з найабсурдніших рішень Аміна вважається його ефемерне оголошення одноденної війни Сполученим Штатам Америки. Диктатор Уганди оголосив війну одній із наддержав тільки для того, щоби наступного дня оголосити себе переможцем.

## Іді Амін в популярній культурі
Про Іді Аміна знято декілька фільмів. Зокрема:
- «Іді Амін Дада» (Idi Amin Dada, 1974) — документальний фільм французького виробництва. Режисер Барбе Шрьодер.

- «Перемога в Ентеббе» (Victory at Entebbe, 1976) — телефільм про операцію Ентеббе. Джуліус Харріс зіграв роль Аміна. Годфрі Кембрідж спочатку був вибраний на роль як Амін, але помер від серцевого нападу під час знімального процесу. Амін прокоментував смерть Кембріджа, заявивши, що це «хороший приклад покарання Бога».[26]

- «Рейд на Ентеббе» (Raid on Entebbe, 1977) — фільм, що зображує події операції Ентеббе. Яфет Котто змальовує Аміна як харизматичного, але запального політичного та військового лідера.

- «Мівца Йонатан» (також відомий як Операція «Тандерболт», Operation Thunderbolt, 1977) — ізраїльський фільм про операцію «Ентеббе», британський актор Марк Хіт, що народився на Ямайці, зіграв Аміна.

- «Злет і падіння Іді Аміна» (Rise and Fall of Idi Amin, 1981) — фільм-дослідження звірств режиму Аміна англо-кенійського виробництва. В роли Аміна Джозеф Оліта.[27].

- «Голий пістолет: З поліцейських архівів» (The Naked Gun: from the Files of Police Squad! 1988) — комедійний фільм, на початку якого бравий лейтенант Френк Дребін влаштовує погром на таємних зборах головних диктаторів планети, серед яких є також Іді Амін.

- «Міссісіпі Масала» (Mississippi Masala, 1991) — фільм про індійську сім'ю, вигнану з Уганди за Аміна. В ролі Аміна знову Джозеф Оліта.

- «Останній король Шотландії» (The Last King of Scotland, 2006) — художній фільм британського режисера Кевіна Макдональда за сценарієм Пітера Моргана та Джеремі Брука, заснованим на романі журналіста Жиля Фодена. Темношкірий актор Форест Вітакер, який зіграв Іді Аміна, був удостоєний нагороди «Золотий глобус» за найкращу драматичну чоловічу роль і премії «Оскар» в номінації «найкраща чоловіча роль».

- «7 днів в Ентеббе» (7 Days in Entebbe, 2018) — британський фільм про операцію Ентеббе, в якому роль Аміна зіграв Нонсо Анзозі.

Згадування в літературі:
- Вітольд Шабловський.  Як нагодувати диктатора. Саддам Хуссейн, Іді Амін, Енвер Ходжа, Фідель Кастро і Пол Пот: історії, розказані кухарями. — Л. : Видавництво Старого Лева, 2020. — 256 с. — ISBN 978-617-679-785-2.